# Cantó de Bujac
El cantó de Bujac és un cantó del departament francès de la Corresa, a la regió de la Nova Aquitània. Està inclòs al districte d'Ussel i té 11 municipis. El cap cantonal és Bujac.

## Municipis
- Bonafont
- Bujac
- Gordon e Murat
- Grandsanha
- Lestaurs
- Peròls de Vesera
- Pradinas
- Sent Merd las Aussinas
- Tarnac
- Autoire Viam
- Viam

## Història
| Data d'elecció                           | Identitat         | Partit | Qualitat |
| ---------------------------------------- | ----------------- | ------ | -------- |
| 1973-1979                                | M. Dutheil        | PCF    |          |
| 1979-2004                                | Christian Audouin | PCF    |          |
| 2004-                                    | Christophe Petit  | UMP    |          |
| les dades anteriors no són pas conegudes |                   |        |          |
|                                          |                   |        |          |

## Demografia
| 1962  | 1968  | 1975  | 1982  | 1990  | 1999  | 2006  |
| ----- | ----- | ----- | ----- | ----- | ----- | ----- |
| 2.644 | 3.321 | 3.014 | 2.709 | 2.542 | 2.295 | 2.218 |